# Pelluzide Randdegeneration
Die pelluzide Randdegeneration (von lateinisch pellucidum und degeneratio „Entartung“, in Biologie und Medizin „Verfall“ von Zellen, Gewebe oder Organen) ist ein Dickeverlust untergeordneter peripherer (am Rande befindlicher) Hornhautteile, der sich meist durch eine Abnahme der Sehkraft bei Astigmatismus inversus äußert.

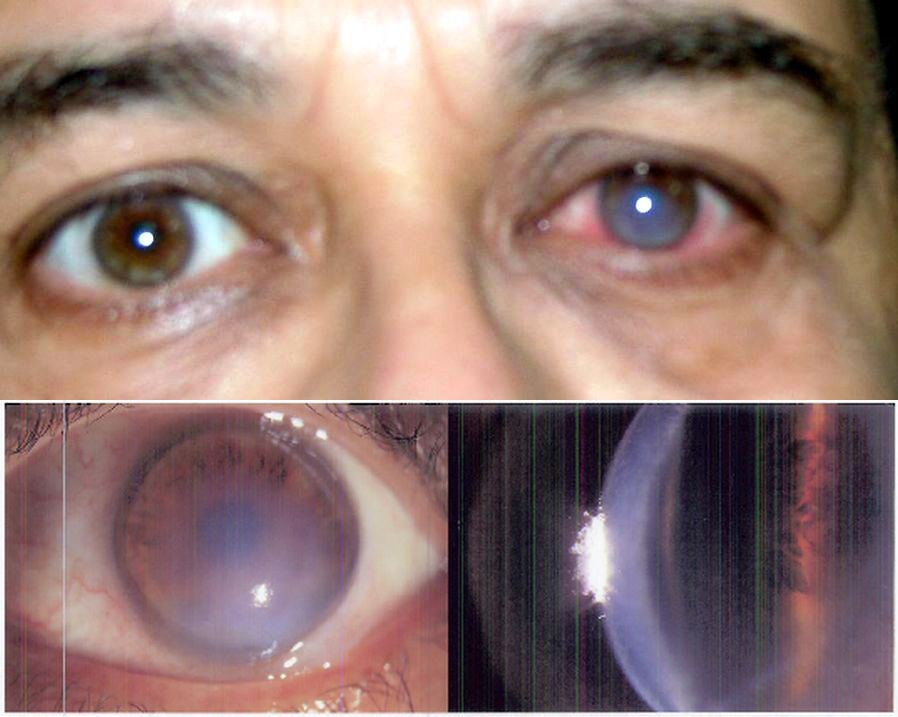
Pelluzide Randdegeneration mit Hydrops und Ablösung der Descemet-Membran

Synonyme sind: Pellucide marginale Hornhautdegeneration; PMD; englisch Pellucid marginal degeneration;  PMCD
Die Bezeichnung wurde im Jahre 1957 durch den Augenarzt V. Schlaeppi geprägt.

## Verbreitung
Die Häufigkeit und Ursache sind nicht bekannt.

## Klinische Erscheinungen
Klinische Kriterien sind:
- Manifestation im Alter von 20 bis 40 Jahren
- Ausdünnung (Dickeverlust) am Rande liegender Hornhautteile
- Abnahme der Sehkraft mit Astigmatismus inversus

## Differentialdiagnose
Hauptsächlich ist der Keratokonus abzugrenzen mit wesentlichen Unterschieden auch in der Behandlung.

## Therapie
Über eine optimale Behandlung ist man sich bis heute nicht einig, da diese Erkrankung nur sehr selten auftritt. Mit einer Brille gelingt es meist nicht, den Brechungsfehler auszugleichen. Eine optische Rehabilitation ist oftmals nur mit speziellen quadrantenspezifischen Kontaktlinsen möglich.
Es gibt aber die Möglichkeit mithilfe einer Operation ein Transplantat einzubringen, die Entfernung (Resektion) des ausgedünnten Bereichs oder einer mondförmigen peripheren Hornhautverpflanzung.